# Astaena setosa
Astaena setosa är en skalbaggsart som beskrevs av Frey 1973. Astaena setosa ingår i släktet Astaena och familjen Melolonthidae. Inga underarter finns listade.